# Mokala nationalpark
Mokala nationalpark ligger i Norra Kapprovinsen i Sydafrika sydväst om staden Kimberley. Namnet Mokala kommer från språket setswana och betecknar trädet Acacia erioloba som är typiskt för regionen. Växten används på flera sätt av den lokala befolkningen. Trädets bark och naturgummi brukas som medicin och med dess frön bryggs en kaféliknande dryck.
I nationalparkens södra del finns ett kulligt område där bergarten diabas dominerar. Norr och väster om dessa kullar förekommer stora sandiga slätter. Typiska djur som lever i parken är topi (Damaliscus lunatus), vitsvansad gnu, hästantilop och den utrotningshotade vitryggiga gamen (Gyps africanus).